# Sub Signo Libelli
Sub Signo Libelli (nota anche con l'acronimo SSL) è stata una casa editrice bibliofila olandese, fondata da Ger Kleis (1940) nel 1974 e cessata nel 2012.

## Storia
La casa editrice, che utilizzava una pressa tipografica manuale, era situata in una fattoria a Geesbrug nel Drenthe ed è considerata generalmente la più importante private press olandese della seconda metà del XX secolo. Tra il 1974 e il 2010 furono pubblicate 289 edizioni. Queste pubblicazioni sono state descritte in dettaglio dal bibliografo Ronald Breugelmans nel 1983, 1999 e 2013.
Nel maggio 2012, la pressa fu trasferita da Geesbrug a Gouda, su iniziativa di Pieter Stroop, segnando la fine definitiva della pressa Sub Signo Libelli. Con questa pressa nacque la Drukkerswerkplaats Gouda, che adottò il marchio tipografico Sub Signo Leonis, un nome ideato dallo stesso Kleis.

## Opere principali
Ha pubblicato in prima edizione alcune opere importanti. Tra queste, la raccolta di poesie Capriccio di Gerrit Komrij, commissionata appositamente, numerosi lavori del poeta Peter Heringa (del quale in seguito avrebbe curato l'intera produzione poetica) e un frammento inedito di romanzo di Louis Couperus: Zijn aangenomen zoon. Inoltre, Kleis ha stampato opere di Frédéric Bastet, Boudewijn Büch e James Purdy.

### Opere (selezione)
- Louis Couperus, Zijn aangenomen zoon, 1980.
- Leopold Andrian, Der früheste Morgen, 1982.
- Peter Coret (Cees van der Pluijm), Vanitas, 1985.
- Zeer kleine Couperologie voor Frédéric Bastet, 1986.
- Frederic Bastet, Aan Elly Ameling, 1996.